# Lubomír Metnar
Lubomír Metnar, né le 6 octobre 1967 à Olomouc en Tchécoslovaquie, est un homme politique tchèque. Il est ministre tchèque de la Défense du 27 juin 2018 au 17 décembre 2021. Il fut auparavant ministre de l'Intérieur de décembre 2017 à juin 2018 et encore avant vice-ministre de l’Intérieur de 2013 à 2014.

## Biographie
Après l'obtention de son diplôme et son service militaire, il rejoint la Sécurité publique et a servi dans un régiment d'urgence. Il travaillera également de 1988 à 1989 aux services du Corps de la sécurité nationale (SNB). Entre 1992 et 1993, il est diplômé de l'École supérieure de police du ministère tchèque de l'Intérieur, puis de 1994 à 1998 de l'Université d'Ostrava, en économie, commerce et services.
Il a aussi travaillé comme enquêteur de police dans la Région de Moravie-Silésie. Il reçut même une médaille du ministre de l'Intérieur de la période, Martin Pecina, pour avoir démasqué un coupable d'un incendie criminel à Vítkov.
Il devient responsable de la sécurité d'une société d'ingénierie de Vítkovice en 2011. En juillet 2013, il est nommé vice-ministre de l'Intérieur de la République tchèque. Il quitte ce poste en juillet 2014.
Il retourne ensuite dans le privé. En 2015, il devient vice-président du conseil d’administration de  VTK Special a.s.  et est aussi depuis 2016 membre du conseil de surveillance de  Vítkovice Heavy Machinery .
Il vit à Frýdlant nad Ostravicí au district de   Frýdek-Místek.

## Carrière politique
Il est pendant plusieurs mois en 2017 membre du mouvement Sécurité, responsabilité, solidarité (BOS), qui souhaite que la République tchèque sorte de OTAN et de l'Union européenne. Il quittera le parti peu après.
À la fin du mois de novembre 2017, il figure sur la liste des candidats au poste de ministre de l'Intérieur au sein du  premier gouvernement d'Andrej Babiš. Le 13 décembre 2017, le président de la République Miloš Zeman le nomme à ce poste,.
À la fin du mois de juin 2018, Andrej Babiš le reconduit dans son second gouvernement de coalition avec les sociaux-démocrates, mais lui propose cette fois-ci le ministère de la Défense. Le 27 juin 2018, le président Milos Zeman le confirme à ce poste,.